# Pont du Diable (Villemagne-l'Argentière)
Pour les articles homonymes, voir Pont du Diable.
Le pont du Diable est situé à Villemagne-l'Argentière, dans le département de l'Hérault. Il permet le franchissement de la Mare. 

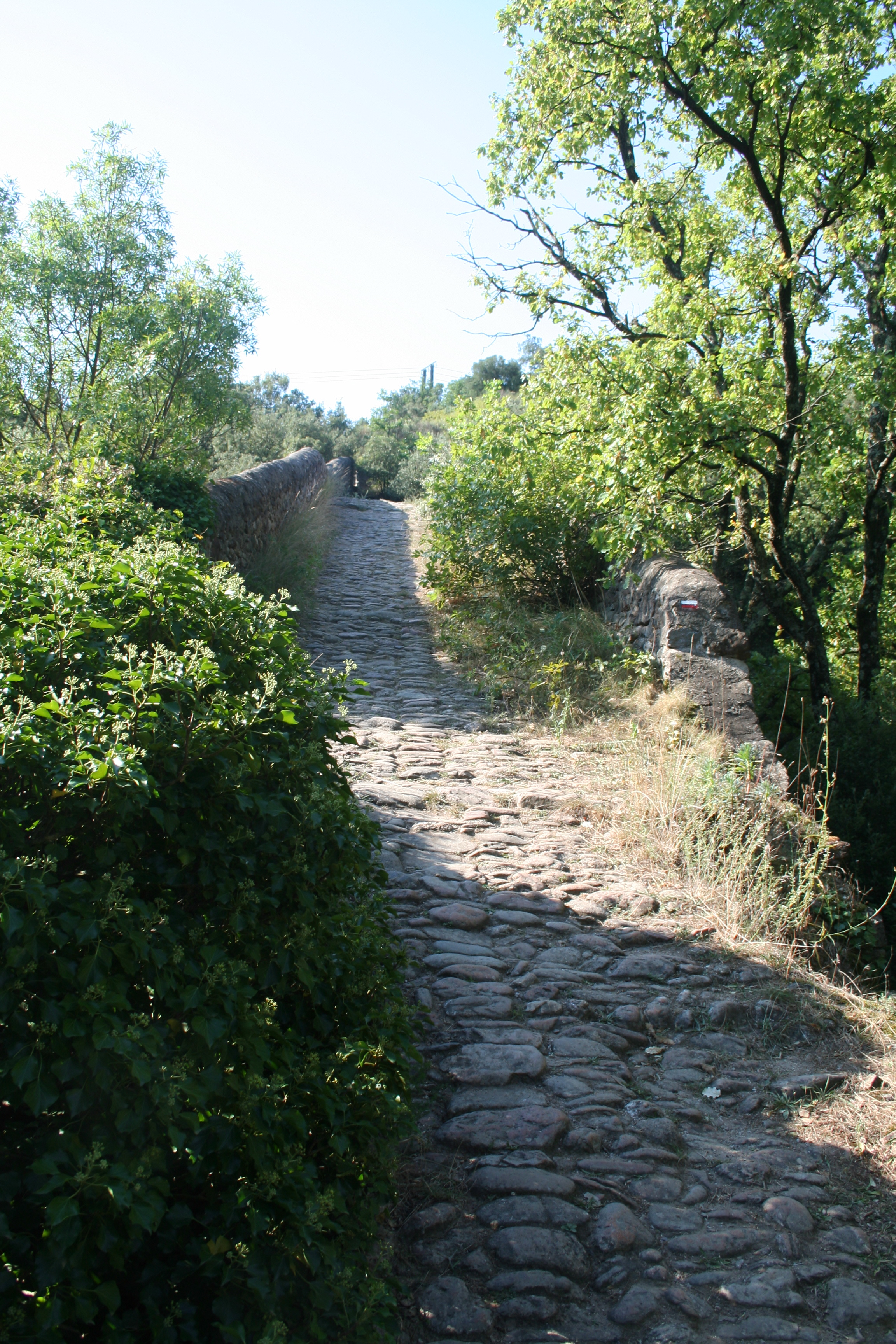
Chaussée

## Histoire

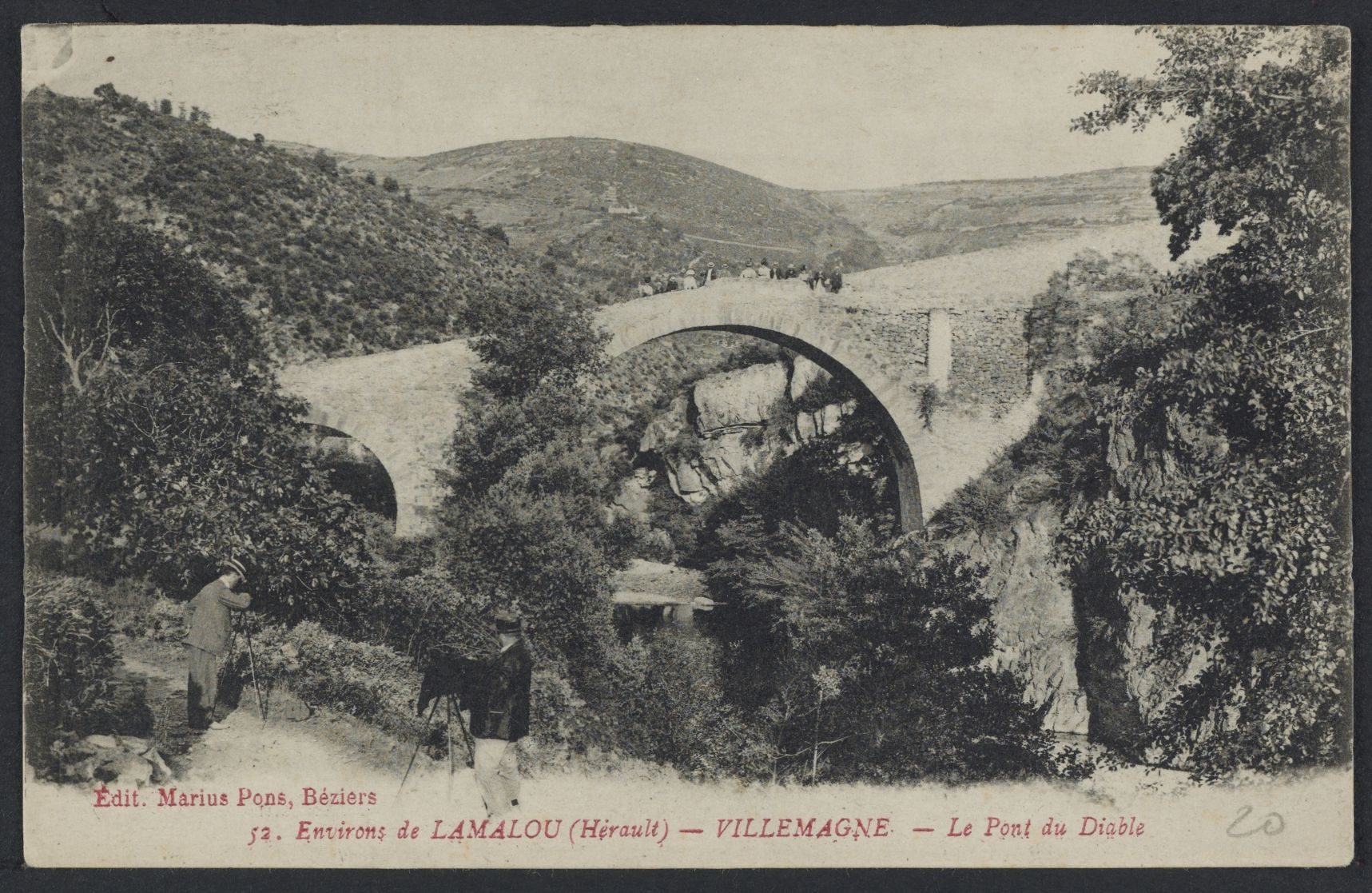
Le Pont du Diable en 1914 : carte postale.

Le pont est daté de la fin du XVIIIe siècle. Il a été construit afin de permettre l'acheminement des convois de charbon (houille, lignite) en provenance de Graissessac et à destination de la verrerie royale d'Hérépian.
Le lit de la Mare a fortement évolué depuis le début du XXe siècle. On observe une cascade en aval du pont (impression photomécanique sur papier de 1915 ou encore impression photomécanique sur papier de 1932).

## Caractéristiques techniques
Le pont en maçonnerie est d'une largeur de 4 m et d'une longueur de 14 m, à 2 arches en plein cintre. La grande arche enjambe la Mare.
Pile avec un avant bec triangulaire. 
Le profil de la chaussée est en forte pente depuis la rive gauche (voir impression photomécanique sur papier de 1906 ) puis à partir de la clef, la chaussée est quasi horizontale.

## Protection
Le pont fait l’objet d’une inscription au titre des monuments historiques depuis le 27 mai 1936.

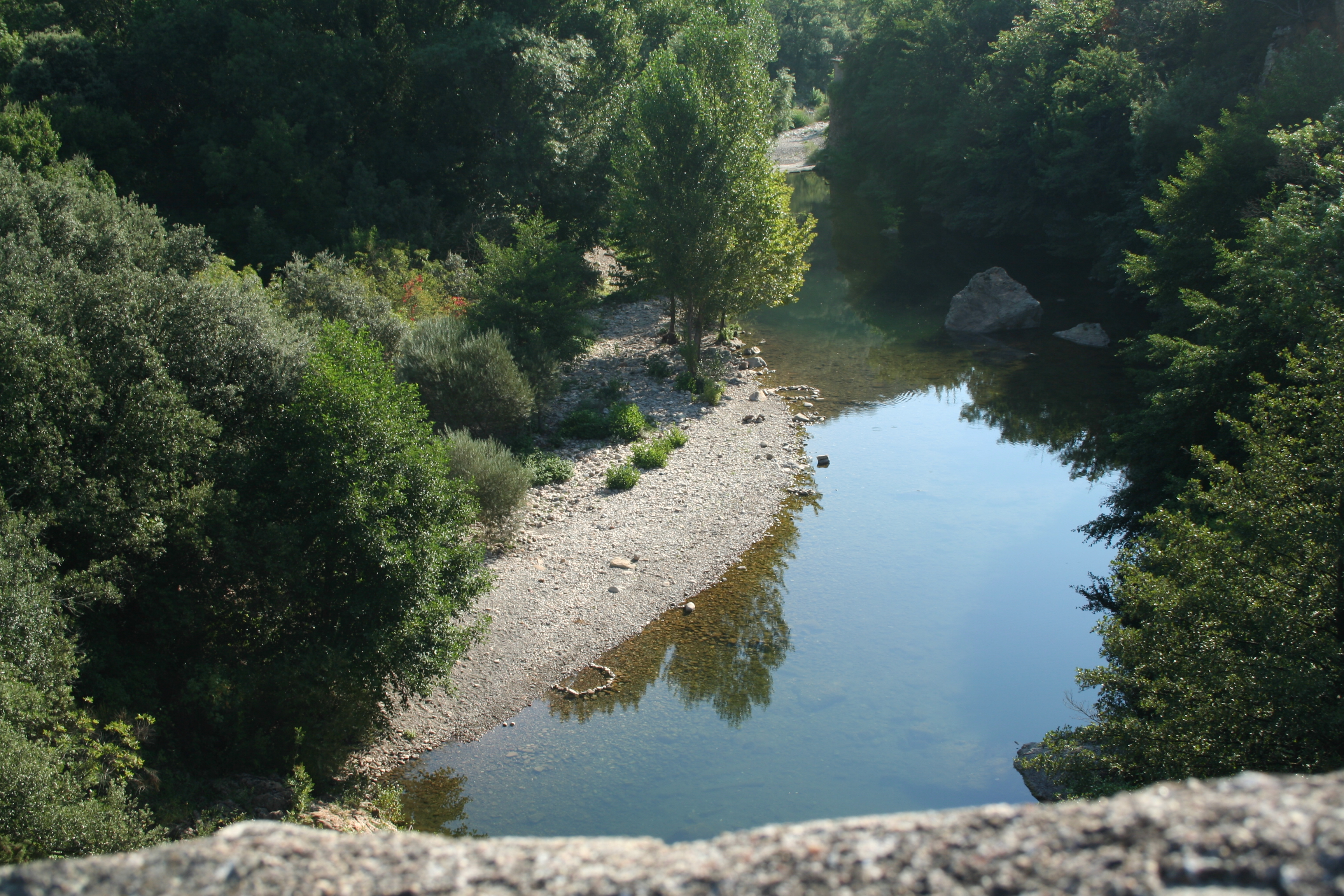
La Mare.